# Kamitugaïta
La kamitugaïta és un mineral de la classe dels fosfats. Va ser anomenada així l'any 1984 per M. Deliens i P. Piret. El nom prové de Kamituga, el centre miner de Kivu, proper a la localitat tipus.

## Classificació
Segons la classificació de Nickel-Strunz, la kamitugaïta pertany a «08.ED: Uranil fosfats i arsenats sense classificar» juntament amb els següents minerals: asselbornita, moreauïta, metalodèvita i šreinita.

## Característiques
La kamitugaïta és un fosfat de fórmula química AlPb(UO₂)₅(PO₄,AsO₄)₂(OH)9·5H₂O. Cristal·litza en el sistema triclínic.

## Formació i jaciments
S'ha descrit a la seva localitat tipus i als Estats Units. A pegatita de Kobokobo s'ha trobat associada a moscovita.